# Àlgebra de l'espai-temps
En física matemàtica, l'àlgebra espai-temps (STA) és l'aplicació de l'àlgebra de Clifford Cl1,3(R), o equivalentment l'àlgebra geomètrica G(M4) a la física. L'àlgebra de l'espai-temps proporciona una "formulació unificada i sense coordenades per a tota la física relativista, inclosa l'equació de Dirac, l'equació de Maxwell i la relativitat general" i "redueix la divisió matemàtica entre la física clàssica, quàntica i relativista".  :ix
L'àlgebra de l'espai-temps és un espai vectorial que permet combinar no només vectors, sinó també bivectors (quantitats dirigides que descriuen rotacions associades a rotacions o plans particulars, com ara àrees o rotacions) o pales (quantitats associades a hipervolums particulars), com així com girat, reflectit o augmentat de Lorentz.  :40,43,97,113 També és l'àlgebra pare natural dels espinos en relativitat especial.  :333Aquestes propietats permeten expressar moltes de les equacions més importants de la física en formes particularment senzilles, i poden ser molt útils per a una comprensió més geomètrica dels seus significats.  :v
En comparació amb els mètodes relacionats, STA i àlgebra de Dirac són àlgebres de Clifford Cl1,3, però STA utilitza escalars de nombres reals mentre que l'àlgebra de Dirac utilitza escalars de nombres complexos. La divisió espai-temps STA és similar a l'enfocament de l'àlgebra de l'espai físic (APS, àlgebra de Pauli). APS representa l'espai-temps com un paravector, un espai vectorial tridimensional combinat i un escalar unidimensional.  :225-266

## Estructura
Per a qualsevol parell de vectors STA, {\textstyle a,b}, hi ha un producte vectorial (geomètric), {\textstyle ab}, producte interior (punt). {\textstyle a\cdot b} i producte exterior (exterior, falca). {\textstyle a\wedge b}. El producte vectorial és una suma d'un producte interior i extern:  :6
{\displaystyle a\cdot b={\frac {ab+ba}{2}}=b\cdot a,\quad a\wedge b={\frac {ab-ba}{2}}=-b\wedge a,\quad ab=a\cdot b+a\wedge b}
El producte interior genera un nombre real (escalar), i el producte exterior genera un bivector. Els vectors {\textstyle a} i {\textstyle b} són ortogonals si el seu producte interior és zero; vectors {\textstyle a} i {\textstyle b} són paral·lels si el seu producte exterior és zero.  :22-23
Els vectors de base ortonormals són un vector temporal {\textstyle \gamma _{0}} i 3 vectors espacials {\textstyle \gamma _{1},\gamma _{2},\gamma _{3}}. Els termes diferents de zero del tensor mètric de Minkowski són els termes diagonals, {\textstyle (\eta _{00},\eta _{11},\eta _{22},\eta _{33})=(1,-1,-1,-1)}. Per {\textstyle \mu ,\nu =0,1,2,3} :
{\displaystyle \gamma _{\mu }\cdot \gamma _{\nu }={\frac {\gamma _{\mu }\gamma _{\nu }+\gamma _{\nu }\gamma _{\mu }}{2}}=\eta _{\mu \nu },\quad \gamma _{0}\cdot \gamma _{0}=1,\ \gamma _{1}\cdot \gamma _{1}=\gamma _{2}\cdot \gamma _{2}=\gamma _{3}\cdot \gamma _{3}=-1,\quad {\text{ altrament }}\ \gamma _{\mu }\gamma _{\nu }=-\gamma _{\nu }\gamma _{\mu }}
Les matrius de Dirac comparteixen aquestes propietats, i STA és equivalent a l'àlgebra generada per les matrius de Dirac sobre el camp dels nombres reals;  :xla representació matricial explícita és innecessària per a STA.
Els productes dels vectors base generen una base tensor que conté un escalar {\displaystyle \{1\}}, quatre vectors {\displaystyle \{\gamma _{0},\gamma _{1},\gamma _{2},\gamma _{3}\}}, sis bivectors {\displaystyle \{\gamma _{0}\gamma _{1},\,\gamma _{0}\gamma _{2},\,\gamma _{0}\gamma _{3},\,\gamma _{1}\gamma _{2},\,\gamma _{2}\gamma _{3},\,\gamma _{3}\gamma _{1}\}}, quatre pseudovectors (trivectors) {\displaystyle \{I\gamma _{0},I\gamma _{1},I\gamma _{2},I\gamma _{3}\}} i un pseudoescalar {\displaystyle \{I\}} amb {\textstyle I=\gamma _{0}\gamma _{1}\gamma _{2}\gamma _{3}}.  :11El pseudoescalar es desplaça amb tots els elements STA de grau parell, però anticomuta amb tots els elements STA de grau imparell.  :6

## Electromagnetisme clàssic

### El bivector de Faraday
A STA, el camp elèctric i el camp magnètic es poden unificar en un sol camp bivector, conegut com a bivector de Faraday, equivalent al tensor de Faraday.  :230Es defineix com:
{\displaystyle F={\vec {E}}+Ic{\vec {B}},}
on {\displaystyle E} i {\displaystyle B} són els camps elèctrics i magnètics habituals, i {\displaystyle I} és el pseudoescalar STA.  :230Alternativament, ampliant-se {\displaystyle F} pel que fa als components, {\displaystyle F} es defineix que
{\displaystyle F=E^{i}\sigma _{i}+IcB^{i}\sigma _{i}=E^{1}\gamma _{1}\gamma _{0}+E^{2}\gamma _{2}\gamma _{0}+E^{3}\gamma _{3}\gamma _{0}-cB^{1}\gamma _{2}\gamma _{3}-cB^{2}\gamma _{3}\gamma _{1}-cB^{3}\gamma _{1}\gamma _{2}.}
El separat {\displaystyle {\vec {E}}} i {\displaystyle {\vec {B}}} es recuperen els camps {\displaystyle F} utilitzant
{\displaystyle {\begin{aligned}E={\frac {1}{2}}\left(F-\gamma _{0}F\gamma _{0}\right),\\IcB={\frac {1}{2}}\left(F+\gamma _{0}F\gamma _{0}\right).\end{aligned}}}
El {\displaystyle \gamma _{0}} El terme representa un marc de referència donat i, com a tal, l'ús de marcs de referència diferents donarà lloc a camps relatius aparentment diferents, exactament com en la relativitat especial estàndard.  :233
Com que el bivector de Faraday és un invariant relativista, es pot trobar més informació al seu quadrat, donant dues noves quantitats invariants de Lorentz, una escalar i una pseudoescalar:
{\displaystyle F^{2}=E^{2}-c^{2}B^{2}+2Ic{\vec {E}}\cdot {\vec {B}}.}
La part escalar correspon a la densitat lagrangiana del camp electromagnètic, i la part pseudoescalar és un invariant de Lorentz que es veu amb menys freqüència.  :234

### Equació de Maxwell
STA formula les equacions de Maxwell en una forma més simple com una equació,  :230en lloc de les 4 equacions del càlcul vectorial.  :2-3De manera similar al bivector de camp anterior, la densitat de càrrega elèctrica i la densitat de corrent es poden unificar en un sol vector espai-temps, equivalent a un vector de quatre. Com a tal, el corrent espai-temps {\displaystyle J} ve donada per :26
{\displaystyle J=c\rho \gamma _{0}+J^{i}\gamma _{i},}
on els components {\displaystyle J^{i}} són els components de la densitat de corrent tridimensional clàssica. Quan es combinen aquestes quantitats d'aquesta manera, queda especialment clar que la densitat de càrrega clàssica no és més que un corrent que viatja en la direcció temporal donada per {\displaystyle \gamma _{0}}.
Combinant el camp electromagnètic i la densitat de corrent juntament amb el gradient espai-temps tal com s'ha definit anteriorment, podem combinar les quatre equacions de Maxwell en una única equació en STA.  :230
| {\displaystyle z=re^{i\phi }=x+iy\,\!} |
El fet que aquestes quantitats siguin tots objectes covariants a l'STA garanteix automàticament la covariància de Lorentz de l'equació, que és molt més fàcil de mostrar que quan es divideix en quatre equacions separades.
D'aquesta forma, també és molt més senzill demostrar certes propietats de les equacions de Maxwell, com ara la conservació de la càrrega. Utilitzant el fet que per a qualsevol camp bivector, la divergència del seu gradient espai-temps és {\displaystyle 0}, es pot realitzar la manipulació següent:  :231
{\displaystyle {\begin{aligned}\nabla \cdot \left[\nabla F\right]&=\nabla \cdot \left[\mu _{0}cJ\right]\\0&=\nabla \cdot J.\end{aligned}}}

Aquesta equació té el clar significat que la divergència de la densitat de corrent és zero, és a dir, es conserva la càrrega total i la densitat de corrent al llarg del temps.
| Força de Lorentz en una partícula carregada: {\displaystyle {\mathcal {F}}=qF\cdot v} |